# Rivières du Loing et du Lunain
Rivières du Loing et du Lunain este o arie protejată (sit de importanță comunitară — SCI) din Franța întinsă pe o suprafață de 400 ha, integral pe uscat.

## Localizare
Centrul sitului Rivières du Loing et du Lunain este situat la coordonatele 48°16′39″N 2°47′39″E / 48.2775°N 2.79417°E.

## Înființare
Situl Rivières du Loing et du Lunain a fost declarat arie specială de conservare în baza directivei 92/43 din 1992 referitoare la conservarea habitatelor naturale și a faunei și florei sălbatice pentru a proteja 8 specii de animale.

## Biodiversitate
Situată în ecoregiunea atlantică, aria protejată conține 4 habitate naturale: Liziere de ierburi înalte hidrofile de câmpie și de nivel montan până la alpin, Fânețe de joasă altitudine (Alopecurus pratensis, Sanguisorba officinalis), Păduri aluvionare cu Alnus glutinosa și Fraxinus excelsior (Alno-Padion, Alnion incanae, Salicion albae), Cursuri de apă de la nivel de câmpie la nivel montan, cu vegetație Ranunculion fluitantis și Callitricho-Batrachion.
La baza desemnării sitului se află mai multe specii protejate:
- nevertebrate (3): Coenagrion mercuriale, Oxygastra curtisii, Unio crassus
- pești (5): zvârluga (Cobitis taenia), zglăvoacă (Cottus gobio), Cottus perifretum, cicar (Lampetra planeri), boarță (Rhodeus amarus)

Pe lângă speciile protejate, pe teritoriul sitului au mai fost identificate 3 specii de pești.